# Магистрала 3 на САЩ
Магистрала 3 на САЩ (United States Route 3) е магистрала, част от Магистралната система на Съединените щати преминаваща през щатите Масачузетс и Ню Хемпшир. Общата дължина 278,1 мили (447,5 km), от които в Масачузетс 36,1 мили (58,1 km), в Ню Хемпшир 242,0 мили (389,4 km). Магистралата започва северозападно от центъра на град Бостън, на северния бряг на река Чарлз, насочва се на северозапад, а след това на север и навлиза на територията на щата Ню Хемпшир. Тук минава последователно през градовете Нашуа, Конкорд, Лакония и Ланкастър, след което до края (границата с Канада) следва горното течение на река Кънектикът.
| Щат        | мили | km   | Градове (центрове на окръзи), граници, реки и др. | Щат  | мили  | km    | Градове (центрове на окръзи), граници, реки и др. |
| ---------- | ---- | ---- | ------------------------------------------------- | ---- | ----- | ----- | ------------------------------------------------- |
| Масачузетс |      |      |                                                   |      | 42,7  | 68,6  | гр. Конкорд                                       |
|            | 0,0  | 0,0  | гр. Бостън                                        |      | 74,4  | 119,7 | гр. Лакония                                       |
|            | 36,1 | 58,1 | граница с Ню Хампшър                              |      | 165,3 | 266,1 | гр. Ланкастър                                     |
| Ню Хампшър | 36,1 | 58,1 |                                                   |      | 242,0 | 389,4 | граница с Канада                                  |
|            | 0,0  | 0,0  | граница с Масачузетс                              | Общо | 278,1 | 447,5 |                                                   |
|            | 6,3  | 10,1 | гр. Нашуа                                         |      |       |       |                                                   |